# Vadstena MC- och traktormuseum
Vadstena MC- och traktormuseum är ett museum i Vadstena kommun, Östergötland. Museet, som ligger strax utanför Vadstena, visar till största delen traktorer av olika modeller.